# Kanton Florac Trois Rivières
Der Kanton Florac Trois Rivières (früher Florac) ist seit 1790 ein französischer Wahlkreis im Arrondissement Florac im Département Lozère in der Region Okzitanien; sein Hauptort ist Florac Trois Rivières.

## Gemeinden
Der Kanton besteht aus neun Gemeinden mit insgesamt 5297 Einwohnern (Stand: 1. Januar 2022) auf einer Gesamtfläche von 562,57 km²:
| Gemeinde                     | Einwohner 1. Januar 2022 | Fläche km² | Dichte Einw./km² | Code INSEE | Postleitzahl |
| ---------------------------- | ------------------------ | ---------- | ---------------- | ---------- | ------------ |
| Florac Trois Rivières        | 2.111                    | 48,39      | 44               | 48061      | 48400        |
| Gatuzières                   | 52                       | 29,40      | 2                | 48069      | 48400        |
| Gorges du Tarn Causses       | 901                      | 144,22     | 6                | 48146      | 48210, 48320 |
| Hures-la-Parade              | 232                      | 88,59      | 3                | 48074      | 48150        |
| Ispagnac                     | 897                      | 53,71      | 17               | 48075      | 48320        |
| Le Rozier                    | 128                      | 2,03       | 63               | 48131      | 48150        |
| Mas-Saint-Chély              | 102                      | 56,81      | 2                | 48141      | 48210        |
| Meyrueis                     | 778                      | 104,68     | 7                | 48096      | 48150        |
| Saint-Pierre-des-Tripiers    | 96                       | 34,74      | 3                | 48176      | 48150        |
| Kanton Florac Trois Rivières | 5.297                    | 562,57     | 9                | 4805       | –            |

Bis zur landesweiten Neuordnung der französischen Kantone im März 2015 gehörten zum Kanton Florac Trois Rivières die neun Gemeinden Bédouès, Cocurès, Florac, Ispagnac, La Salle-Prunet, Les Bondons, Rousses, Saint-Laurent-de-Trèves und Vebron. Sein Zuschnitt entsprach einer Fläche von 293,12 km2. Er besaß vor 2015 einen anderen INSEE-Code als heute, nämlich 4807.

## Veränderungen im Gemeindebestand seit der landesweiten Neuordnung der Kantone
2017: Fusion Montbrun, Quézac und Sainte-Enimie (Kanton La Canourgue) → Gorges du Tarn Causses
2016: Fusion Florac und La Salle-Prunet → Florac Trois Rivières

## Foto vom Kanton

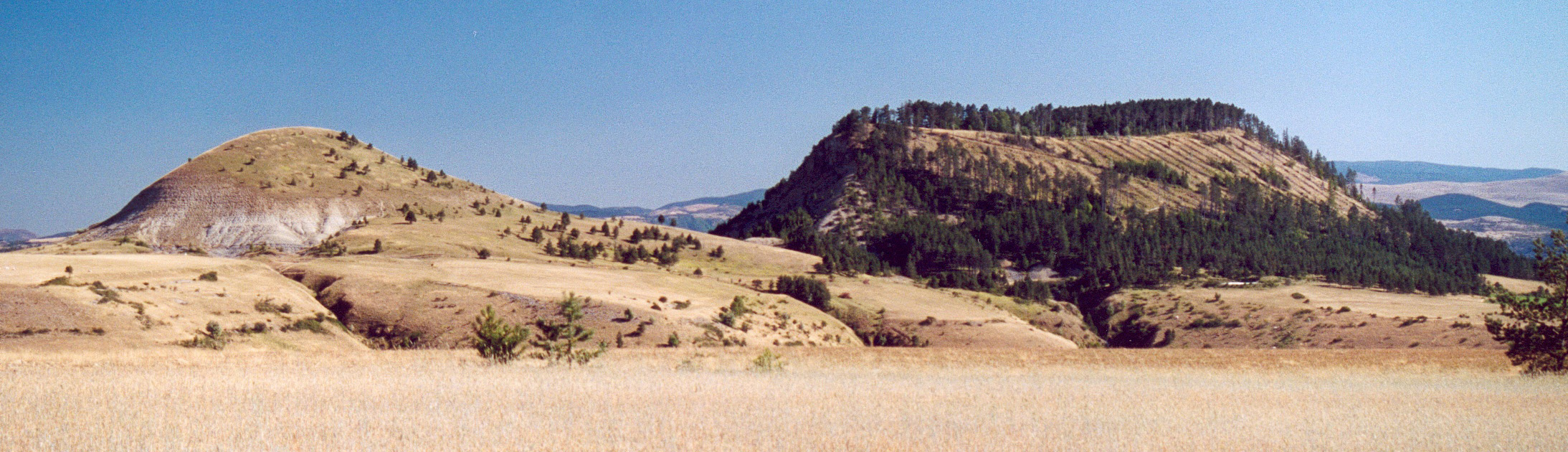
Hügelkuppen bei Les Bondons